# Rudolf Jelínek

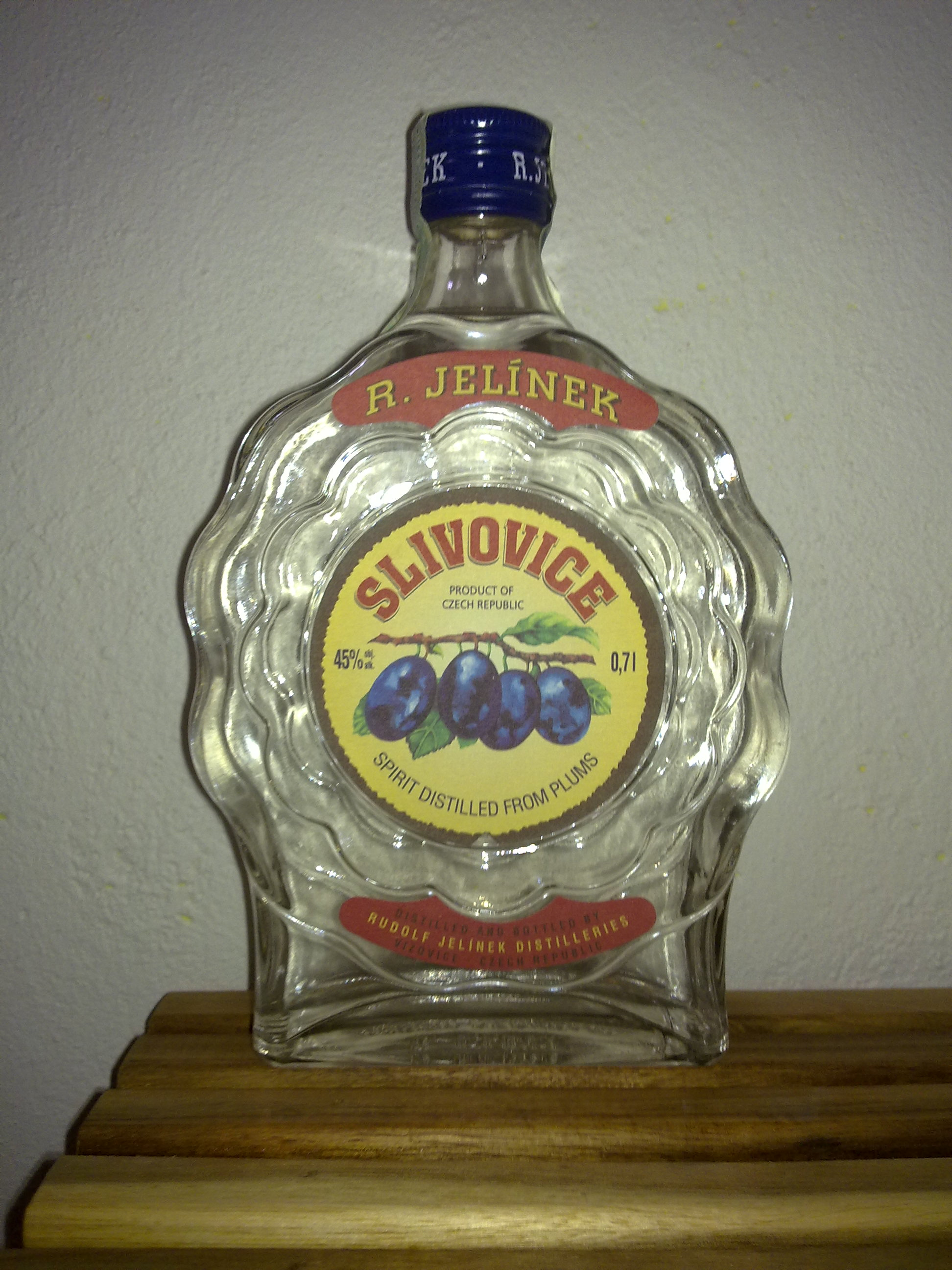
Slivovice Rudolf Jelínek

Rudolf Jelínek (20. června 1892 Vizovice – 29. září 1944 Osvětim) byl český podnikatel. Jeho jméno nese vizovická firma na výrobu destilátů, o jejíž rozvoj se v období 1. republiky zasloužil.

## Život
Narodil se ve Vizovicích jako syn židovského majitele jedné z tamních pálenic Zikmunda Jelínka (1857–1936) a jeho manželky Berty rozené Schuhové (1861–1914). Měl pět sourozenců – tři starší sestry (Karla * 1887, Marie * 1888, Helena * 1891) a dva mladší bratry (Zdeněk * 1896, Vladimír * 1897). Zdeněk zemřel tragicky na popáleniny v roce 1901, s Vladimírem začal později rozvíjet otcův podnik. V roce 1914 byl Rudolf povolán do armády a z války se vrátil v polovině listopadu 1918 jako kurýrní poručík.
V roce 1919 oba synové převzali od Zikmunda Jelínka rodinný podnik a vedli ho několik let společně pod názvem „Zikmunda Jelínka synové“. V roce 1921 přikoupili další vizovický ovocnářský závod a palírnu v Razově. V roce 1926 si bratři podnik rozdělili. Rudolf si ponechal Razov a vybudoval tam vlastní úspěšnou firmu „Rudolf Jelínek“.
V tomto životním období založil Rudolf Jelínek také rodinu: v roce 1920 se oženil s Irenou Müllerovou (1897–1944), dcerou sládka pivovaru ve Valašských Kloboukách, a narodili se jim synové Zdeněk (1921–1946) a Jiří (1927–1990).
Ve 30. letech se podnikání Rudolfa Jelínka úspěšně rozvíjelo, v roce 1934 se prosadil i na americkém trhu. Politický vývoj a související události ale expanzi firmy zastavily. Ještě 6. března 1939 bylo sice expedováno do USA 225 beden zboží, ale vzápětí po vzniku Protektorátu Čechy a Morava se v ohrožení ocitlo nejen jmění majitelů vizovických pálenic, ale také životy celých rodin.
V dubnu 1939 odcestoval Rudolf Jelínek legálně do USA, v Protektorátu ale zůstala manželka Irena a synové a pokusy o jejich odjezd do zahraničí nebyly úspěšné. V říjnu 1939 se Rudolf Jelínek navrátil a v roce 1940 byl nucen svou firmu prodat; ta se nakonec ocitla v německých rukou.
Dne 23. ledna 1943 byl Rudolf Jelínek odtransportován do Terezína, odkud byl 29. září 1944 převezen do Osvětimi, kde pak zahynul. Irena Jelínková byla spolu s manželem rovněž transportována do Terezína, do Osvětimi pak 4. října 1944 a tam též zahynula. Synové holocaust přežili, ale Zdeněk již v roce 1946 zemřel na neléčenou tuberkulózu. Dědicovi firmy Jiřímu Jelínkovi byla firma v roce 1948 znárodněna a on sám se v roce 1949 vystěhoval do Izraele. Žil potom také v Kanadě a od roku 1984 v Karolíně v USA, kde v roce 1990 zemřel.

## Vývoj firmy Rudolf Jelínek
V roce 1919 bratři Rudolf a Vladimír Jelínkové převzali podnik v Vizovicích po otci a nazvali jej „Zikmunda Jelínka synové“. V roce 1921 koupili nepříliš prosperující palírnu Razov a přenesli tam část výroby. Závod na Razově byl perspektivní díky poloze za městem s možností rozšíření na okolní pozemky a blízkosti železniční trati.
Od roku 1926 bratři pokračovali v podnikání samostatně. Rudolf, který zůstal na Razově, propůjčil firmě své jméno. Ve 30. letech zahájil výrobu košer destilátů; při ní se používají jen takové suroviny a postupy, které jsou v souladu s pravidly ortodoxní židovské víry. Rudolf Jelínek se dokázal prosadit i díky tomu, že jeho dosavadní výrobky se vyznačovaly vysokou kvalitou a byly známé po celé republice a v mnoha evropských zemích. Ku prospěchu byl také jeho židovský původ. V roce 1934 se Jelínkovy destiláty prosadily i na americkém trhu, kde se staly vyhledávanými v tamější početné židovské komunitě. Do roku 1938 se značka Rudolf Jelínek stala druhým největším světovým dovozcem destilátů do USA. Obsazením Československa v roce 1939 ovšem tato expanze skončila a Rudolf Jelínek byl nucen firmu prodat.
Po skončení 2. světové války byla firma jeho synům navrácena, ale Zdeněk Jelínek v roce 1946 zemřel. Krátce vedl firmu Jiří Jelínek, kterému se dokonce podařilo obnovit vývoz do zámoří, ale v roce 1948 byla firma znárodněna. V následujících letech se vizovické palírny přesouvaly mezi různými národními podniky; teprve roku 1966 se staly na delší dobu součástí národního podniku Slovácké konzervárny Uherské Hradiště.
K výrazným proměnám došlo po roce 1989, kdy se pobočný závod Slováckých konzerváren osamostatnil, byl privatizován v rámci druhého kola kupónové privatizace a v roce 1994 vznikla společnost RUDOLF JELÍNEK a.s.